# Skaji eï
Pour plus de détails, voir Fiche technique et Distribution.
Skaji eï (Скажи ей, Dis-lui) est un film russe réalisé par Alexandre Molotchnikov, sorti en 2021,,.

## Fiche technique
- Photographie : Yanis Eglitis
- Musique : Igor Vdovine
- Décors : Alissa Soloviova, Maria Chvatchkina
- Montage : Sergueï Ivanov, Yaroslav Berezovski